# Pianowo-Bargły
Pianowo-Bargły – wieś w Polsce położona w województwie mazowieckim, w powiecie nowodworskim, w gminie Nasielsk.
Administracyjne Pianowo-Bargły i Pianowo-Daczki tworzą sołectwo Pianowo.
W latach 1975–1998 miejscowość administracyjnie należała do województwa ciechanowskiego.